# Ängskorn
Ängskorn (Hordeum secalinum) är en växtart i familjen gräs.